# Kanton Sainte-Anne-1
Kanton Sainte-Anne-1 (francouzsky Canton de Sainte-Anne-1) byl francouzský kanton v departementu Guadeloupe v regionu Guadeloupe. Tvořila ho část obce Sainte-Anne. Zrušen byl při reformě francouzských kantonů z roku 2014.